# Typhlodromips tee
Typhlodromips tee är en spindeldjursart som först beskrevs av Schicha 1983.  Typhlodromips tee ingår i släktet Typhlodromips och familjen Phytoseiidae. Inga underarter finns listade i Catalogue of Life.